# Klein Diomedes

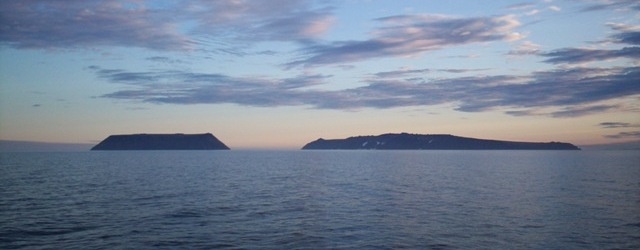
Klein Diomedes (links) en Ratmanov, gefotografeerd vanuit het noorden.

Klein Diomedes (Engels: Little Diomede Island) is het kleinste eiland van de Diomedeseilanden en is onderdeel van de Amerikaanse staat Alaska. Dit in tegenstelling tot het iets grotere maar onbewoonde eiland Ratmanov dat enkele kilometers westelijker ligt, en dat tot Rusland behoort. Tussen beide eilanden in ligt de datumgrens.
Klein Diomedes heeft een oppervlakte van ongeveer 6 km² en ligt vrijwel in het midden van de Beringstraat.
Het heeft één dorp: Diomede. In 2011 woonden er 135 mensen, van wie het merendeel bestaat uit Inupiaq en/of Ingalikmiut.
Het eiland was Russisch tot het in 1867, bij de aankoop van Alaska, Amerikaans grondgebied werd.

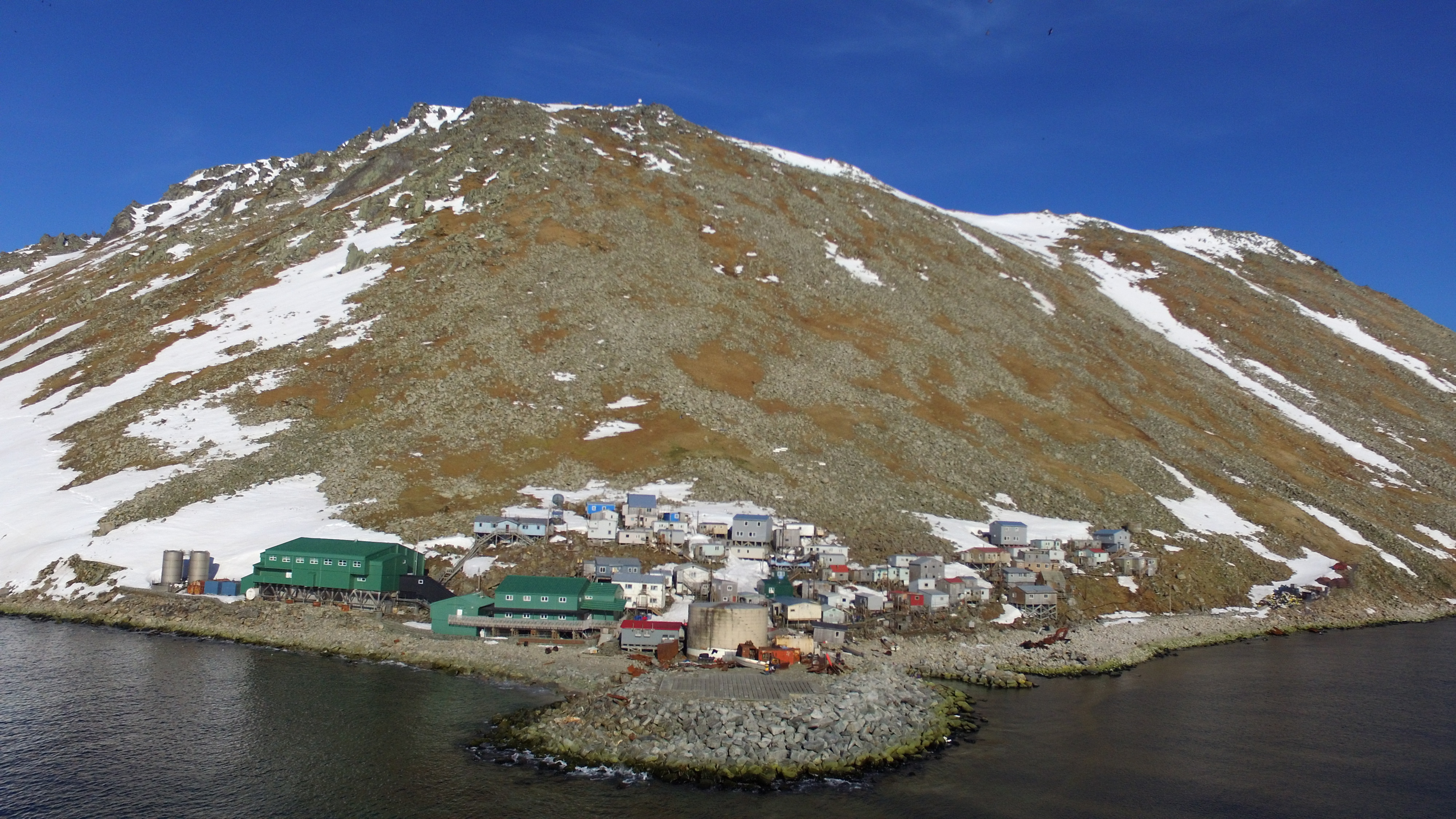
Het dorpje Diomede, gelegen op de westelijke flank van Klein Diomedes